# Ernest Stoneman
Ernest V. „Pop“ Stoneman (* 25. Mai 1893 in Monorat, Virginia; † 14. Juni 1968) war ein US-amerikanischer Old-Time-Musiker. Stoneman war einer der ersten ländlichen Musiker, der mit seiner traditionellen Musik auf Schallplatte verewigt wurde.

## Leben

### Kindheit und Jugend
Geboren und aufgewachsen im Carroll County im Bundesstaat Virginia, wurde Stoneman von seinem Vater und drei Cousins aufgezogen. In der Familie lernte er die meisten traditionellen Lieder der Blue Ridge Mountains, die er später einspielen sollte. Als junger Mann heiratete Stoneman und hielt sich mit Gelegenheitsjobs über Wasser. Parallel dazu trat er für Freunde und Nachbarn als Musiker auf.

### Karriere
Nachdem Stoneman eine Platte des Hillbilly-Musiker Henry Whitter gehört hatte, wettete er mit seinen Freunden, dass seine Platten noch wesentlich besser klingen würden als Whitters. Er reiste 1924 nach New York City und bekam bei Okeh Records sofort einen Vertrag, da Old-Time-Musiker in den 1920er Jahren äußerst gefragt waren. Ende 1924 kam seine zweite Single The Sinking of the Titanic heraus und wurde zu einem großen Hit. Das Lied war eines der erfolgreichsten des ganzen Jahrzehntes und sollte zu Stonemans bekanntesten Stücken gehören. Bei seinen frühen Aufnahmen begleitete er sich selbst mit seiner Autoharp und einer Mundharmonika, später wechselte er zur Gitarre. Um 1926 gründete er mit Freunden und Nachbarn die Stringband The Dixie Mountaineers und wechselte zu Victor Records.

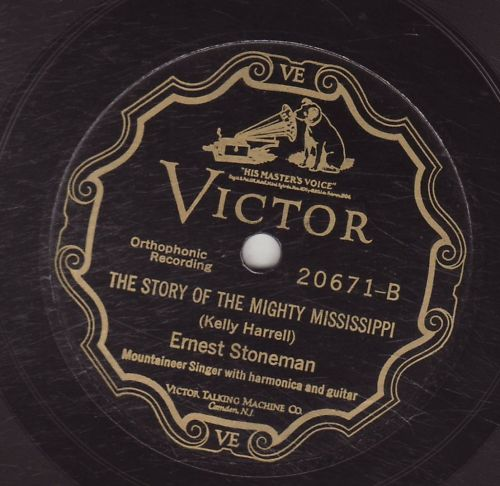
The Story of the Mighty Mississippi, 1927

1927 erreichte Stonemans Karriere ihren Höhepunkt. Er war zum Top-Künstler Victors geworden und leitete unter anderem auch die berühmte Bristol Session, bei der die späteren Stars Jimmie Rodgers und die Carter Family entdeckt wurden. Stoneman spielte weiterhin Platten ein; bis 1929 nahm er über 200 Stücke auf. Als die Weltwirtschaftskrise über den Globus hereinbrach, verlor Stoneman sein gesamtes Vermögen. Zusammen mit seiner Frau und seinen neun Kindern zog er nach Washington, D.C., wo er in ärmlichen Verhältnissen lebte. Mit Gelegenheitsarbeit und Auftritten als Musiker versuchte er seinen Lebensstandard erfolglos zu verbessern. Schließlich fand Stoneman nach der Wirtschaftskrise in einem Munitionsdepot dann doch wieder Arbeit.
In den späten 1940er Jahren begann Stoneman mit seiner ebenfalls talentierten Familie als The Stoneman Family wieder aufzutreten. 1956 bekam er seinen Beinamen „Pop“ und trat in der NBC Spiel-Show The Big Surprise auf, bei der er 10 000 Dollar gewann. Nachdem Stoneman in Rente gegangen war, wurde er Mitglied in der Bluegrass-Band seiner Kinder, die sich jetzt The Stonemans nannte. 1965 erhielten sie einen Plattenvertrag bei MGM Records, wo sie Singles sowie Alben veröffentlichten. Zusammen moderierten sie eine eigene Fernsehshow und erlangten durch das Folk-Revival neue Berühmtheit. 1967 begann sich Stonemans Gesundheit langsam zu verschlechtern, trotz dessen spielte er weiterhin Stücke ein und trat während des Frühjahrs 1968 weiterhin auf.
Ernest Stoneman verstarb am 14. Juni 1968 im Alter von 75 Jahren. Er erhielt 2008 postum die größte Auszeichnung der Country-Musik; Stoneman wurde in die Country Music Hall of Fame aufgenommen.

## Diskografie

### Singles
| Jahr              | Titel                                                                    | #      | Anmerkungen                                                     |
| OKeh Records      |                                                                          |        |                                                                 |
| 1924              | The Face That Never Returned / The Sinking of the Titanic                | 40288  |                                                                 |
| 1925              | Freckle Face Mary Jane / Me and My Wife                                  | 40312  |                                                                 |
| 1925              | Sinful to Flirt / The Dying Girl’s Farewell                              | 40384  |                                                                 |
| 1925              | Piney Woods Girl / Long Eared Mule                                       | 40405  | mit Emmet Lundy                                                 |
| 1925              | Jack and Joe / The Lightning Express                                     | 40408  |                                                                 |
| 1925              | Uncle Sam and the Kaiser / Dixie Parody                                  | 404430 |                                                                 |
| 1925              | Blue Ridge Mountain Blues / All I’ve Got’s Gone                          | 45009  |                                                                 |
| 1925              | The Sailor’s Song / The Fancy Ball                                       | 45015  |                                                                 |
|                   | The Kicking Mule / Old Maid Blues                                        | 45036  | B-Seite von Roba Stanley                                        |
|                   | The Wreck of on the C&O / John Hardy                                     | 7011   |                                                                 |
|                   | Asleep at the Switch / The Orphan Girl                                   | 45044  |                                                                 |
|                   | Kitty Wells / In the Shadow of the Pine                                  | 45048  |                                                                 |
|                   | The Religious Critic / When My Wife Will Return to Me                    | 45051  |                                                                 |
|                   | The Texas Ranger / Don’t Let Your Deal Go Down                           | 45054  |                                                                 |
|                   | May I Sleep on Your Barn Tonight Mister? / The Old Hickory Cane          | 45059  | A-Seite mit Fiddler Joe                                         |
|                   | Silver Bell / My Pretty Snow Deer                                        | 45060  | mit Fiddler Joe                                                 |
|                   | The Old Go Hungry Hash House / He’s Going to Have a Hot Time Bye and Bye | 45062  |                                                                 |
|                   | Are You Angry with Me, Darling? / Katie Kline                            | 45065  |                                                                 |
| Victor Records    |                                                                          |        |                                                                 |
| 1926              | In the Golden Bye and Bye / I Will Meet You in the Morning               | 20223  | mit den Dixie Mountaineers                                      |
| 1926              | I Love to Walk with Jesus / Hallelujah Side                              | 20224  | mit den Dixie Mountaineers                                      |
| 1926              | Little Old Log Cabin in the Lane / Sourwood Mountain                     | 20235  | mit den Dixie Mountaineers                                      |
| 1926              | All Go Hungry Hash House / West Virginia Highway                         | 20237  | A-Seite mit den Dixie Mountaineers; B-Seite mit Kahle Brewer    |
| 1926              | Goin’ Up Cripple Creek / Sugar in the Gourd                              | 20294  | mit den Dixie Mountaineers                                      |
| 1926              | Old Joe Clark / Ida Red                                                  | 20302  | mit den Dixie Mountaineers                                      |
|                   | Going Down the Valley / The Sinless Summerland                           | 20531  | mit den Dixie Mountaineers                                      |
|                   | The Great Reaping Day / I Would Not Be Denied                            | 20532  | mit den Dixie Mountaineers                                      |
|                   | I’ll be Satisfied / When the Redeemed are Gathering In                   | 20533  | mit den Dixie Mountaineers                                      |
|                   | Peek-a-Boo – Waltz / ?                                                   | 20540  | A-Seite mit Kahle Brewer; B-Seite von Phil Reeve & Ernest Moody |
| Challenge Records |                                                                          |        |                                                                 |
| 1926              | The Girl I Left Behind in Sunny Tennessee / Katy Cline                   |        |                                                                 |
| 1926              | Barney McCoy / Pretty Snow Dear                                          |        |                                                                 |
| 1926              | May I Sleep in You Barn Tonight Mister? / Silver Bell                    |        |                                                                 |
| 1926              | An Old Fashioned Picture / Barney McCoy                                  |        | A-Seite von Vernon Dalhart                                      |
| 1926              | May I Sleep in Your Barn Tonight Mister? / Mother’s Grave                |        | B-Seite von Vernon Dalhart                                      |
|                   | Bully of the Town / Pass Around the Bottle                               |        |                                                                 |
|                   | The Fatal Weding / It’s Sinful to Flirt                                  |        |                                                                 |
| Conqueror Records |                                                                          |        |                                                                 |
|                   | Pass Around the Bottle / Bully of the Town                               |        |                                                                 |
| Vocalion Records  |                                                                          |        |                                                                 |
|                   | There’s Somebody Waiting for Me / Texas Ranger                           |        |                                                                 |
|                   | Broke Down Section Hand / Nine Pound Hammer                              |        |                                                                 |
|                   | My Only Sweetheart / All I’ve Got’s Gone                                 |        |                                                                 |